# جين كورني
جين كورني (بالإنجليزية: Gene Cornish) هو موسيقي أمريكي، ولد في 14 مايو 1944 في أوتاوا في كندا.

## وصلات خارجية
- جين كورني على موقع ميوزك برينز (الإنجليزية)
- جين كورني على موقع قاعدة بيانات برودواي على الإنترنت (الإنجليزية)